# Гайдук (Краснодарский край)
Га́йдук — село (ранее посёлок городского типа) в Краснодарском крае. Административный центр Гайдукского сельского округа муниципального образования город Новороссийск.

## Физико-географическая характеристика
Село Гайдук расположено в 10 км северо-западнее центра Новороссийска, граничит с селом Кирилловка на востоке, с селом Цемдолина на юге и с селом Владимировка на западе. В Гайдуке произрастают 436 видов растений. Из них 18.12% культивируются людьми, 50.46% являются дикими растениями, а 31.42% - сорняки.

### Климат
Село расположено в крымском субсредиземноморском экорегионе, и климат в районе сухой, близкий к средиземноморскому. В зимнее время здесь, как и в Новороссийске, господствуют воздушные массы умеренных широт, летом — тропических. Ежегодно, чаще всего с ноября по март (реже с сентября по апрель), может возникать шквальный северо-восточный ветер, который называют норд-ост.
| Показатель              | Янв. | Фев. | Март | Апр. | Май  | Июнь | Июль | Авг. | Сен. | Окт. | Нояб. | Дек. | Год  |
| ----------------------- | ---- | ---- | ---- | ---- | ---- | ---- | ---- | ---- | ---- | ---- | ----- | ---- | ---- |
| Средняя температура, °C | 2,3  | 2,7  | 5,8  | 10,5 | 15,8 | 20,2 | 23,7 | 23,6 | 19,1 | 14,3 | 8,6   | 4,8  | 12,6 |
| Норма осадков, мм       | 84   | 74   | 57   | 49   | 43   | 58   | 60   | 47   | 52   | 57   | 75    | 104  | 758  |
| Источник: World Climate |      |      |      |      |      |      |      |      |      |      |       |      |      |

### Рельеф
Максимальная высота: 331 м.

### Сейсмическая активность
Гайдук располагается в сейсмоопасной зоне.
- 24 апреля 2018 — землетрясение магнитудой 4,5 балла на расстоянии 20 километров и на глубине в 80 км.[4]

## Население
| 1939  | 1959  | 1970    | 1979  | 1989  | 1996  | 2002  |
| ----- | ----- | ------- | ----- | ----- | ----- | ----- |
| 3314  | ↗3984 | ↗4642   | ↗5596 | ↗6031 | ↗6345 | ↗7173 |
| 2005  | 2010  | 2021    |       |       |       |       |
| ↗7300 | ↗7484 | ↗10 450 |       |       |       |       |

## Местное самоуправление
Первые председатели поселкового Совета
- 1934—1936 — Славгородский Макар Дмитриевич
- 1943—1944 — Снесарёва Антонина Трофимовна
- 1944—1944 — Жестовский А. А.
- 1944—1946 — Янченко Михаил Михайлович
- 1946—1948 — Корышев Иван Тарасович
- 1950—1951 — Лопатин А. Е.
- 1951—1957 — Суворов А. П.
- 1957—1969 — Вёрстов Василий Яковлевич
- 1969—1986 — Попов Владимир Николаевич
- 1986—1991 — Арендарь Александр Пантелеевич

Староста посёлка
- 1942—1943 — Смирнов Н. В.

Главы администрации Гайдукского округа
- 1991—2003 — Арендарь Александр Пантелеевич [14]
- 2003—2010 — Боровская Наталья Егоровна

Депутаты Городской думы г. Новороссийска от с. Гайдук
- 2010—н. в. — Боровская Наталья Егоровна[15]

## Религия
В селе находится Православный Храм в честь иконы Божией Матери «Всех скорбящих Радость». Также в селе находится мусульманская община.

## Экономика

### Промышленность
В селе работает цементный завод Атакайцемент, Новороссбетон, Новороссийский бетонный завод. Активно развивается обувная фабрика ООО "Бриз-Босфор".

### Торговля и сфера услуг
В селе действуют три торговые точки федеральной сети магазинов «Магнит»: две в формате "У дома" и одна "Косметик". На первом этаже ЖК "Гайдук-Сити" находится точка федеральной сети магазинов «Пятёрочка». На выезде из села находится гипермаркет «Метро», «Бауцентр» и парк «Деловые линии».
Также присутствуют точки местного малого бизнеса, два отделения «Почты России».

## Водоснабжение
Вода подаётся по Троицкому водопроводу, а также через глубинные скважины. 
Присутствуют собственные очистные сооружения.

## Транспорт
В Гайдуке присутствует железнодорожная станция Гайдук, на ней ежедневно останавливается электричка из Новороссийска в Краснодар и обратно 8 раз за день.

### Общественный транспорт
Через село Гайдук проходит 5 маршрутов общественного транспорта: 8, 8а, 8м, 18 и 25. Один из них муниципальный и состоит из автобусов, остальные частные.
Стоимость проезда равна 32 рубля. В автобусах МУП «МПТН» (маршруты с литером «м») стоимость проезда 30 рублей, при оплате транспортной картой составляет 25 рублей. Возможна оплата по банковской карте.

## Образование
- МАОУ «СОШ №23» [24]
- МБДОУ «Детский сад №23» [25]
- МБДОУ «Детский сад №24» [26]

## Здравоохранение
- ГБУЗ «Городская поликлиника №6» — ведёт свою историю с 1920 года, будучи фельдшерским пунктом. Статус поликлиники получила в 1987 году. В 2013 году прошёл капитальный ремонт, к зданию поликлиники пристроен рентген кабинет и помещение дневного стационара на 12 коек. Поликлиника была оснащена современной медицинской мебелью и медицинским оборудованием.[27]
- ГБУ СО КК «Новороссийский Дом-интернат для престарелых и инвалидов» — образован в 1995 году.

## Культура и спорт
На территории Дома культуры находится небольшой парк, где есть летний кинотеатр и танцплощадка. В селе также построен спортивный комплекс.

### Дома культуры
- МБУ ЦКС Дом культуры имени «9 января 1905 года».

### Библиотеки
- Библиотека-филиал №2 им. А.П. Чехова[29].

### Памятники
- Братская могила советских воинов, погибших в боях с фашистскими захватчиками в 1942—1943 годах — установлен в 1946 году, объект культурного наследия.[30]
- Памятник В.И. Ленину — установлен в 1961 году.
- Памятный знак в память трудящихся завода, погибших в годы Великой Отечественной войны — установлен в 1967 году, в честь 50-летия советской власти.[31]
- Памятник учащимся средней образовательной школы № 23, погибшим в годы Великой Отечественной войны и локальных войнах — установлен в 2009 году.[32]

## Общественные организации
- Совет ветеранов — председатель Рожкова Наталья Юрьевна
- Территориальное общественное самоуправление № 52	— председатель Луцик Нина Константиновна
- Территориальное общественное самоуправление № 53	— председатель Нестерова Татьяна Анатольевна
- Территориальное общественное самоуправление № 54	— председатель Усова Ирина Васильевна
- Территориальное общественное самоуправление № 55	— председатель Давыдова Зульфия Индусовна